# Klerebodammen (Bottnaryds socken, Småland)
Klerebodammen är en sjö i Jönköpings kommun i Småland och ingår i Nissans huvudavrinningsområde. Sjön är uppdämd i sydöst vid gården Klerebo och avvattnas av Älgån.

## Galleri

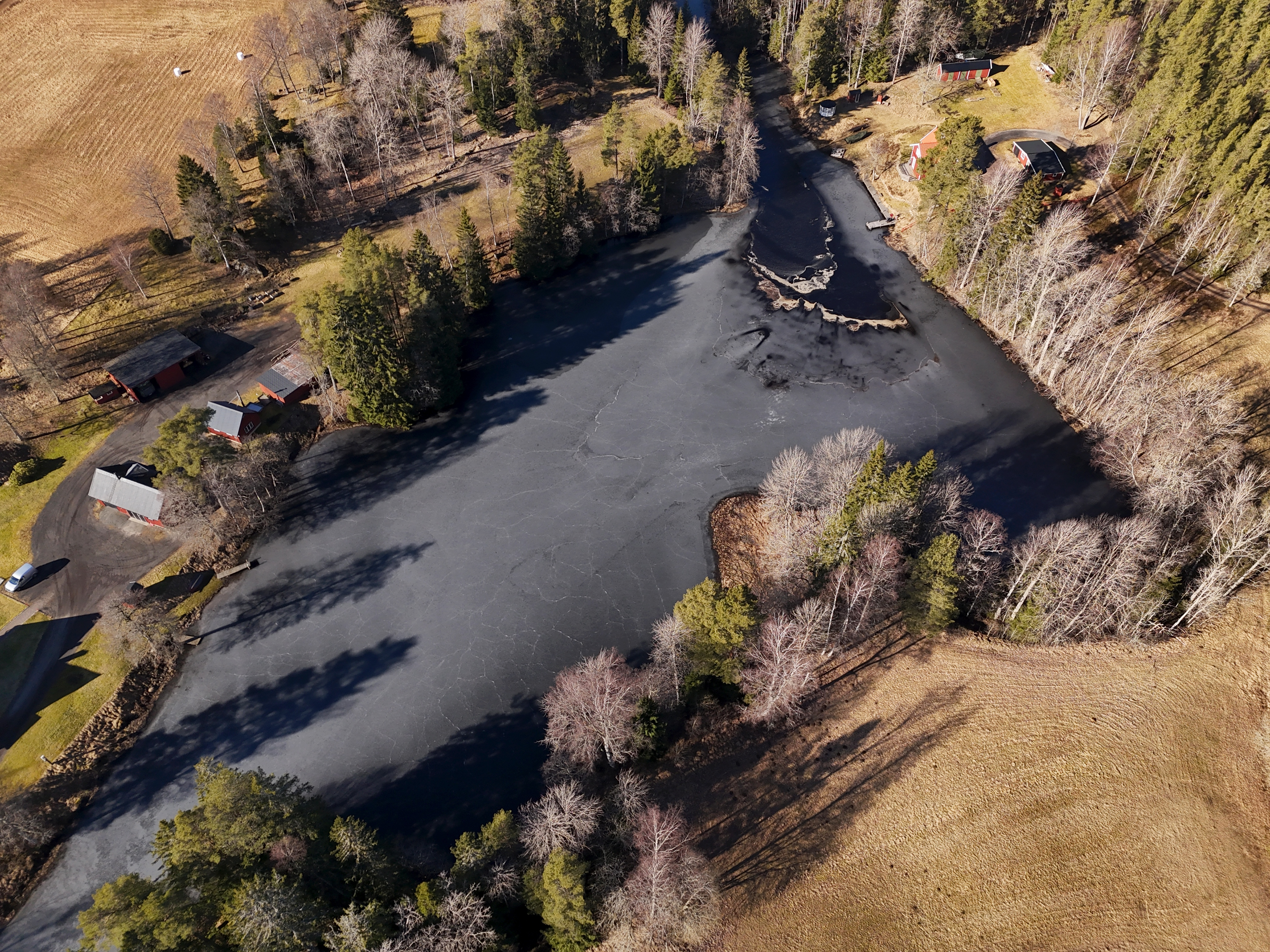
Närbild.